# Alocasia brancifolia
Alocasia brancifolia är en kallaväxtart som först beskrevs av Heinrich Wilhelm Schott, och fick sitt nu gällande namn av Alistair Hay. Alocasia brancifolia ingår i släktet Alocasia och familjen kallaväxter. Inga underarter finns listade.